# Kenkichi Hara
Kenkichi Hara (原研吉, Hara Kenkichi), né le 24 mars 1907 à Tsuruoka et mort le 10 août 1962, est un réalisateur japonais.

## Biographie
Kenkichi Hara fait ses études à l'université Keiō.
Il a réalisé plus de soixante films entre 1937 et 1960.

## Filmographie partielle

### Assistant réalisateur
- 1931 : Le Chœur de Tokyo (東京の合唱, Tōkyō no kōrasu?) de Yasujirō Ozu
- 1932 : Gosses de Tokyo (大人の見る絵本　生れてはみたけれど, Otona no miru ehon umarete wa mita keredo?) de Yasujirō Ozu
- 1932 : Où sont les rêves de jeunesse ? (青春の夢いまいづこ, Seishun no yume ima izuko?) de Yasujirō Ozu
- 1933 : Une femme de Tokyo (東京の女, Tōkyō no onna?) de Yasujirō Ozu
- 1933 : Femmes et voyous (非常線の女, Hijōsen no onna?) de Yasujirō Ozu
- 1933 : Cœur capricieux (出来ごころ, Dekigokoro?) de Yasujirō Ozu
- 1934 : Histoire d'herbes flottantes (浮草物語, Ukikusa monogatari?) de Yasujirō Ozu
- 1935 : Une auberge à Tokyo (東京の宿, Tōkyō no yado?) de Yasujirō Ozu
- 1936 : Le Fils unique (一人息子, Hitori musuko?) de Yasujirō Ozu

### Monteur
- 1937 : Qu'est-ce que la dame a oublié ? (淑女は何を忘れたか, Shukujo wa nani o wasureta ka?) de Yasujirō Ozu

### Réalisateur

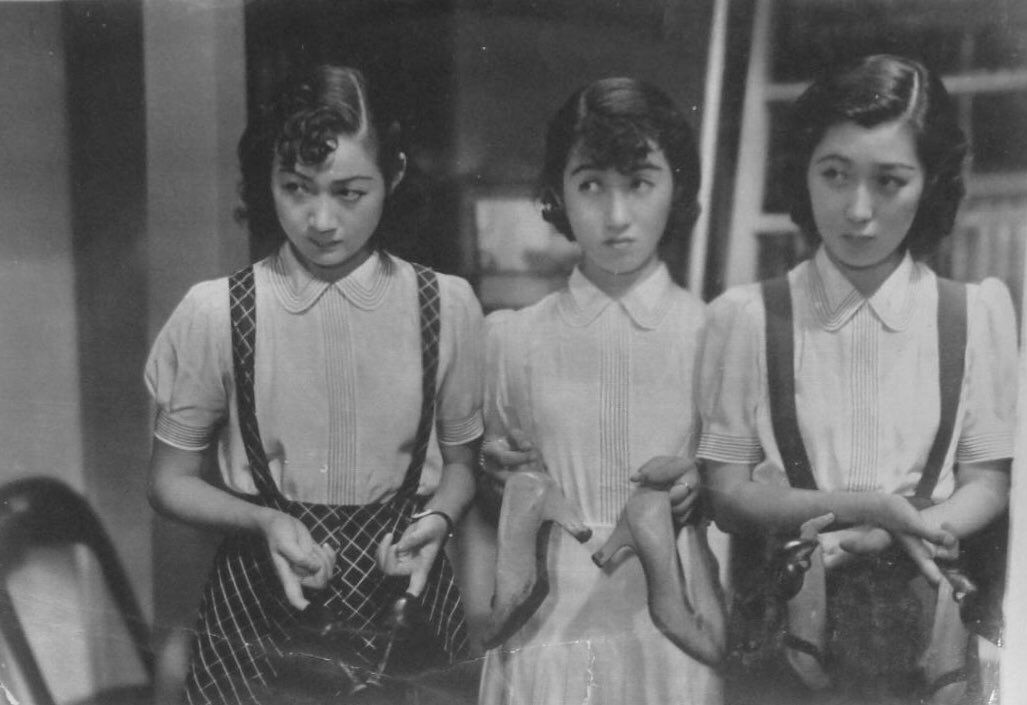
Michiko Kuwano, Mitsuko Miura et Mitsuko Mito dans Kuroshio (1939).

- 1937 : Adieu le front (さらば戦線へ, Saraba sensen e?) coréalisé avec Hiroshi Shimizu et Chūya Tsuneyoshi
- 1939 : Kuroshio (黒潮?)
- 1939 : Hatō (波濤?)
- 1940 : Shiki no yume (四季の夢?)
- 1940 : La Résolution de la femme I (女性の覚悟 第一部 純情の花, Josei no kakugo: Junjō no hana?) coréalisé avec Minoru Shibuya
- 1940 : La Résolution de la femme II (女性の覚悟 第二部 犠牲の歌, Josei no kakugo: Gisei no uta?) coréalisé avec Minoru Shibuya
- 1940 : Bara inochi araba (薔薇命あらば?)
- 1942 : Sannin shimai (三人姉妹?)
- 1942 : Nippon no haha (日本の母?)
- 1943 : Ojisan (をぢさん?) coréalisé avec Minoru Shibuya
- 1944 : Obā-san (おばあさん?)
- 1945 : Kotobukiza (ことぶき座?)
- 1947 : Rira no hana wasureji (リラの花忘れじ?)
- 1950 : Kiken na nenrei (危険な年齢?)
- 1950 : Hirenka (悲恋華?)
- 1950 : Sakon torimono-chō: Senketsu no tegata (左近捕物帖 鮮血の手型?)
- 1951 : Onna no mizukagami (女の水鏡?)
- 1951 : Wakai kisetsu (若い季節?)
- 1952 : Kurenaisen (紅扇?)
- 1952 : Uzushio (うず潮?)
- 1953 : Sono imōto (その妹?)
- 1954 : Haru no wakakusa (春の若草?)
- 1955 : Robō no ishi (路傍の石?)
- 1955 : Moyuru kagiri (燃ゆる限り?)
- 1956 : Hitozuma tsubaki (人妻椿?)
- 1959 : Kōfuku na kazoku (幸福な家族?)
- 1960 : Tsūkai naru hanamuko (痛快なる花婿?)